# Erkki Tomppo
Erkki Olavi Tomppo, född 15 februari 1947 i Vederlax, är en finländsk skogsvetare.
Tomppo blev  fil.mag. i matematik 1969, fil. lic. 1981 och doktor i statistik 1987. Han var 1974–1984 assistent och lektor i matematik och statistik vid Helsingfors handelshögskola (Aalto unviresitet), samt 1984–1987 forskare och 1987–1989 specialforskare vid Statens tekniska forskningscentral. Han var 1989–1990 specialforskare vid Skogsforskningsinstitutet och är sedan 1990 professor i skogsinventering där. År 2002 utnämndes han till ledamot av Finska Vetenskapsakademien.
Han har publicerat mer än 250 vetenskapliga artiklar om skogsinventering samt skogarnas biologiska mångfald.